# Jean-Andoche Junot
Jean-Andoche Junot, Duc d'Abrantes (23 d'octubre de 1771; 29 de juliol de 1813) fou un general francès durant la Revolució Francesa i les Guerres Napoleòniques.

## Inicis
Junot nasqué a Bussy-le-Grand, França, i estudià a Châtillon. Mentre estudiava Dret a París s'inicià la Revolució Francesa, s'allistà com a voluntari en un batalló. Fou ferit dos cops i fet sergent. Donà la primera satisfacció militar a Napoleó Bonaparte durant el Setge de Toló de 1793. Degut a aquest fet Napoleó el feu el seu assistent de camp.

## Campanya italiana
Junot destacà amb valentia a Itàlia. Fou ferit al cap a Lonato (Brescia), aquest fet el feu canviar de manera de pensar i el seu caràcter tornant-lo menys reflexiu i més impetuós i temperamental. Fou enviat com a general a la campanya egípcia, on tornà a ser ferit, aquest cop en un duel, i capturat mentre tornava, invàlid, a França.
Al seu retorn fou nomenat comandant de París, tot i que el fet de no ser mariscal el consternà. En aquesta època es casà amb Laura Permon. Fou nomenat ambaixador a Portugal abans d'apressar-se a tornar a la vida militar sota les ordres de Napoleó a la batalla d'Austerlitz (2 de desembre de 1805).

## Guerra del Francès
Junot ascendí a Comandant en cap durant la Guerra del Francès. Ordenà la invasió de Portugal l'any 1807, el novembre sortí de Salamanca amb el Cos d'Observació de la Gironda destí a Lisboa i a principis de desembre prengué la ciutat. No hi va haver resistència a la invasió però la família reial va refugiar-se a Brasil. Un cop presa la capital el nomenaren governador de Portugal i se li concedí el títol de duc d'Abrantes. El desembarcament anglès va provocar la derrota de Junot a la batalla de Vimeiro, que evacuà Portugal d'acord amb la Convenció de Sintra.